# 齊藤初音
斉藤 初音（さいとう はつね、1995年6月16日 - ）は、CBCテレビのアナウンサー。

## 来歴
大阪府出身。慶應義塾大学法学部法律学科卒業。
大学在学中、テレビ朝日アスクに通いながら、AbemaTVに学生キャスターとして出演していた。また『non-no』の読者モデルとしても活動。3年時の2017年に出場した『Miss KJ Contest 2017』では、準グランプリに選出された。
大学卒業後、2019年4月に愛媛朝日テレビ入社。2020年3月に退社。2020年4月1日付でCBCテレビに移籍した。7月に自己紹介を兼ねて『なるほどプレゼンター!花咲かタイムズ』へ出演したことを皮切りに、主に情報番組を担当。
テレビでは2020年10月から、『ゴゴスマ -GO GO!Smile!-』（JNN加盟局の大半が同時ネットを実施している平日午後の生放送番組）で木曜日のアシスタントを担当
。放送上は進行用ボードの横に立ちながら出演することが多く、ボードに記された文字を指し棒でたどりながら読んでいる関係で、2021年5月中旬までに放送された映像には横顔か後ろ姿しか写っていなかった。同月23日（日曜日）に放送の『ワイドナショー』（フジテレビ制作）でMCの松本人志（ダウンタウン）がこのような齋藤の配置に疑問を呈したところ、翌24日（月曜日）の『ゴゴスマ』で、テレビカメラの正面を向いての挨拶を初めて披露する事態に至った。上記の進行スタイルは以降の『ゴゴスマ』でも続けられているが、実際には松本の指摘を契機に、齋藤を正面から写した映像を適宜交えるようになっている。
2021年10月からは、『THE TIME,』（TBSテレビの制作によるJNN28局フルネットの生放送番組）内の「列島リアルタイム中継」で、先輩アナウンサーの若狭敬一と交互に放送エリア内（東海地方）からの中継リポートを担当している。
また、CBCラジオ（JRNに加盟するラジオ単営局）が制作する番組にも随時出演。2021年1月からは、『RADIO MIKU』のパーソナリティを務めている。
同年6月に、JNN・JRN系列局の優れたアナウンサーに贈られるアノンシスト賞で、近畿中部北陸ブロックの新人奨励賞を受賞。2022年6月には、アノンシスト賞全国審査で新人奨励賞を獲得した。
担当番組『チャント』で、被災地に行き防災取材を重ねたことをきっかけに2022年に防災士の資格を取得。2023年に行われた、FLASHの全国地方局女性アナウンサー人気ランキングでは4位を獲得した。
2025年、BS-TBSで放送されている「報道1930」のサブキャスターに就任。

## 人物
- 趣味：読書、散歩、アイドル鑑賞[2]
- 特技：パソコンのキーボードを早く打つこと[16]。

### エピソード
- 大阪府吹田市で生まれ、3歳から大阪府豊能町、中学から奈良県香芝市に住んでいた。
- 名前の由来はNHK連続テレビ小説『ぴあの』に初音という登場人物がいて「響きがいい」という理由で付けられた[17]。
- 『THE TIME,』出演時の紹介テロップは「あだ名は“しょねちゃん”」[18]で、名付け親はゴゴスマMCの石井亮次[19]。

## 現在の出演番組

### テレビ番組
- なるほどプレゼンター!花咲かタイムズ（2020年7月11日、2023年4月1日 - ）スタジオ、リポート担当
- 報道1930（BSTBS制作。2025年3月31日 - ）サブキャスター
  - 同番組では、2025年度春改編でJNN系列局アナをサブキャスターとして初めて起用し、月曜日の斉藤（CBCテレビ）のほか、金曜日に森田絹子（HBC 北海道放送）が出演。火曜日は近藤夏子（TBSテレビ）、水曜日は上村彩子（TBSテレビ）、木曜日は篠原梨菜（TBSテレビ）が務める。
- THE TIME,（TBSテレビ制作。2021年10月21日、2022年2月9日、7月20日、2023年2月10日、14日、5月4日、8月2日、2025年2月11日）
  - JNN加盟の全28局が参加する「列島リアルタイム中継」に、東海地方担当のリポーターとして、先輩アナウンサーの若狭敬一と交替で出演。
- 恋はロケ中に!（2025年4月5日 - ）ナレーション
- お歌詞もぐもぐ（2025年4月19日 - ）ナレーション
- CBCニュース

### ラジオ番組
- アナののびしろ（2021年7月17日、24日、8月7日、2022年4月2日、9日、16日、23日、30日、8月27日、9月3日、10日、17日、24日、2023年4月1日、8日、15日、22日、29日、10月25日、2024年1月31日、3月13日、6月1日、8日、15日、22日、29日、10月4日、11月1日、22日、12月13日、2025年1月4日、17日、2月28日、3月14日）- メインパーソナリティ、アシスタント
- CBCニュース

### インターネット
- CBCアナウンサーYouTube（2021年8月30日 - ）
- 斉藤初音インスタグラム（2024年10月2日 - ）[20]
- 斉藤初音X（2024年10月7日 - ）[21]

## 過去の出演番組

### テレビ番組（CBC）
- メイプル超音楽（2020年10月17日、2021年1月16日、2月13日、2月27日、4月3日）
- Nスタ（2021年9月13日、2023年7月4日、2024年5月31日）- リポーター
- チャオ！トリノ（2021年11月5日）- リポーター
- CBCテレビ開局65周年記念「千原ジュニアのとったモン勝ち」（2021年11月6日）- アシスタント
- ちょい足し（2021年4月10日 - 2022年3月12日）- リポーター
- 防災スペシャルあなたの備えは大丈夫？（2022年3月11日、2023年3月10日）- 中継リポーター
- まちイチ nice to people（2022年5月16日、6月6日、2023年4月3日、4月10日、8月7日、8月28日、2024年5月27日、6月3日、6月10日、6月17日）- リポーター
- ジブリパークとことん見せます生放送SP（2022年11月1日）- リポーター
- ゴゴスマ -GO GO!Smile!-（2020年10月1日 - 2023年3月30日、7月4日、8月14日、15日）- 木曜日アシスタント
- 歩道・車道バラエティ 道との遭遇（2022年4月5日 - 2023年3月28日）- ナレーション
  - （2024年12月10日）- 「情報通への道」リポーター
- 千原ジュニアのとったモン勝ち～GOMIときどき笑い～（2023年5月6日）- アシスタント
- クイズ！電話でGO！～東海地方タイムトラベル号～（2023年5月6日）
- ニンゲン観察バラエティ モニタリング（2023年7月13日）
- JNNニュース（2023年8月14日）- リポーター
- CBC報道特別枠・台風７号上陸、東海地方への影響は（2023年8月15日）- メインキャスター
- CBC報道特別番組・台風７号上陸、東海地方への影響は（2023年8月15日）- リポーター
- ひるおび（2023年8月15日）- リポーター
- 4コマコロシアム（2023年9月9日、23日）
- 祝15周年！花咲かゴールデンとことん愛三岐で激安これでもかSP（2023年11月8日）- リポーター
- いろんなコトおバカさんにも分かるように教えてください！（2023年11月29日）- アシスタント
- CBCスペシャル報道のチカラ2023（2023年12月23日）- アシスタント
- THE TIME,×チャント！（2024年6月24日、7月2日、9日）- メインキャスター、アシスタント
- 花咲かタイムズ5チャン夏祭りスペシャル（2024年8月31日）- 報道スタジオキャスター
- チャント！特別番組「台風10号大雨情報 岐阜県で緊急安全確保」（2024年8月31日）
- チャント!（2020年9月9日 - 2024年9月27日）
  - （2020年9月9日 - 2022年4月1日）中継リポーター
  - （2020年9月14日、15日、21日、2021年2月12日、3月19日、12月27日、2022年8月10日、17日、18日、9月21日、2023年4月3日、5月1日、6月13日、21日、7月24日、8月21日、22日、28日、29日、10月9日、10日、23日、24日、11月14日、20日、21日、2024年2月5日、13日、3月12日、5月16日、7月8日）- 夏目みな美の代理キャスター、サブキャスター、
  - （2021年4月5日 - 2023年8月7日）「災とSeeing」ロケリポーター
  - （2022年4月8日 - 2024年3月25日）「お買いものクイズ！お得教えてくだサイトー」中継リポーター
  - （2023年4月4日 - 2024年3月26日）「ぶっつけ！生でおじゃまします」中継リポーター
  - （2024年1月8日）メインキャスター
  - （2024年4月4日 - 9月26日）スタジオプレゼンター
  - （2024年4月5日 - 9月27日）「ぶっつけ！生リサーチ」中継リポーター
- お歌詞もぐもぐ（2024年12月5日、12日、19日、3月6日）- ナレーション
- 歩道・車道バラエティ 道との遭遇（2024年12月10日）- リポーター
- 旅するショコラ（2024年12月25日）- ナレーション
- 週刊さんまとマツコ（2025年1月23日）

### ラジオ番組（CBC）
- つボイノリオの聞けば聞くほど（2020年7月13日、2021年9月6日、2022年8月2日、8日）- アシスタント
- ドラ魂キング（2020年8月26日、10月28日、12月2日、12月23日、2021年1月20日、2月17日、3月17日）- アシスタント
- ことばのおもちゃばこ（2020年10月4日、11日、2021年7月4日、11日、2022年2月13日、20日、5月15日、6月26日、10月23日、30日、2023年6月11日、18日、2024年2月25日、3月3日、8月11日、18日、2025年1月19日、26日）- 朗読
- CBCラジオ創立70周年特別番組「ルーツ」（2020年12月16日）
- RADIO MIKU EX（2021年7月4日）
- らじみく生（2021年9月1日）
- 多田しげおの気分爽快!!朝からP・O・N （2022年9月20日）- アシスタント
- RADIO MIKU（2021年1月4日 - 2024年3月29日）- パーソナリティ
- ニュースマン ラジオとwebでとことん！総選挙（2024年10月27日）- 開票速報担当
- きく!ラジオ（2024年11月22日、12月13日）
- 新春ドリームタッグinドリームカプセルMainLabo（2025年1月4日）- 司会進行

### インターネット
- SKE48の名古屋4局のアナウンサーを8週連続で呼び出したった。（2020年11月13日、Locipo配信）- ゲスト出演[22]
- らじみくサミット（2021年7月3日）
- らじみく通信（2021年11月21日、2022年3月13日、4月17日、5月29日、6月26日、8月28日、9月18日、10月23日、12月11日、2023年2月19日、4月9日、5月7日、9月19日）
- ゴゴスマ -GO GO!Smile!-公式Youtube（2021年5月27日 - 2023年2月29日）
- ニュースマン ラジオとwebでとことん！総選挙（2024年10月27日）- 開票速報担当

### イベント
- 春日井警察署・イーアス春日井防犯啓発キャンペーン（2021年12月6日）- 1日警察署長として
- らじみくサミット2（2022年1月22日）
- 1Month to go‼︎ Rally Japan‼︎ [23]（2022年10月1日）- CBC代表アナウンサーとして
- 第63回中日クラウンズ（2023年4月28日）
- RADIO MIKU公開収録（2023年5月28日）
- フォーラムエイトラリージャパン2023・PRイベント[24]（2023年6月28日）- CBC代表アナウンサーとして
- CBCラジオ夏まつり「RADIO MIKU～真夏のお遊戯会～」（2023年7月30日）
- ラリージャパン2023カウントダウンイベント（2023年10月9日）- CBC代表アナウンサーとして
- 花咲か笑タイムズジョイン水谷千重子 in刈谷市（2024年3月23日）
- 第64回中日クラウンズ（2024年5月5日）
- ウェルネスフェスタ愛知2024（2024年5月15日）
- ラリージャパン2024概要発表会[24]（2024年7月17日）- CBC代表アナウンサーとして
- 映画「エイリアン:ロムルス」（2024年9月6日）- 吹替声優[25]
- CBCチャリティ募金街頭呼びかけ（2024年12月1日）
- セカンドライフフェス（2024年12月6日）- トークショー
- 映画「正体」名古屋試写会（2024年12月9日）- 進行
- project758祝10周年「愉快なキャラたちがワイプで見守る話」スピンオフSPイベント（2025年1月18日）- 進行
- 尾州ファッションショー（2025年1月19日）- 進行
- 映画「トリリオンゲーム」名古屋試写会（2025年2月23日）- 進行
- テレビ万博2025NAGOYA（2025年3月16日）- CBC代表アナウンサーとして
- 花咲か歌謡笑ジョイン水谷千重子in小牧市（2025年3月22日）
- 5チャン春祭り（2025年3月20日、21日、23日）

### 愛媛朝日テレビ時代
- スーパーJチャンネルえひめ - お天気キャスター
- 瀬戸内グルメ天国 - リポーター
- ON&OFF〜えひめリーダーの素顔〜
- らぶちゅちゅ
- 全国高等学校野球選手権愛媛大会中継 - スタンドリポート

### 学生時代
- AbemaNews
- みのもんたのよるバズ!